# Mon passé défendu
Pour plus de détails, voir Fiche technique et Distribution.
Mon passé défendu ou Cœurs insondables (titre original : My Forbidden Past) est un film américain en noir et blanc réalisé par Robert Stevenson, sorti en 1951.

## Synopsis
Années 1890 à la Nouvelle-Orléans, la belle Barbara Beaurevel, orpheline, est follement amoureuse du Dr Lucas, professeur d'université. Elle appartient à une famille aristocratique ruinée, il n'a pas d'argent. Son cousin Paul la dissuade de fuir avec le Dr Lucas pour ménager la tante qui l'a recueillie. En fait il espère que sa cousine fera un riche mariage dont sa mère et lui profiteraient aussi. Barbara se résigne. Le Dr Lucas revient, il s'est marié, il refuse de renouer avec son premier amour. Barbara va tenter de le reconquérir à tout prix. Fort opportunément elle hérite d'un million de $ venant de sa grand-mère, femme à la réputation scandaleuse. Elle paie son cousin Paul pour qu'il séduise la femme de Dr Lucas, celui-ci demanderait alors le divorce et pourrait épouser Barbara. Mais lors du rendez-vous Paul tue accidentellement la jeune femme. Lucas est accusé du meurtre. Lors de l'enquête, consciente de son machiavélisme Barbara se précipite pour tout avouer redevenant ainsi une femme digne d'être aimée.

## Fiche technique
- Titre original : My Forbidden Past
- Titre français : Mon passé défendu
- Titre belge francophone : Cœurs insondables
- Réalisation : Robert Stevenson
- Scénario : Marion Parsonnet d'après le roman de Polan Banks
- Adaptation : Leopold Atlas
- Photographie : Harry J. Wild
- Montage : George C. Shrader
- Musique : Friedrich Hollaender
- Direction artistique : Albert S. D'Agostino et Alfred Herman
- Décors : Harley Miller, Darrell Silvera
- Costumes : Michael Woulfe
- Producteurs : Polan Banks, Sid Rogell et Robert Sparks
- Société de production : RKO Radio Pictures
- Pays de production : États-Unis
- Format : Noir et blanc — 35 mm — 1,37:1 — Son : Mono (RCA Sound System)
- Genre : Film dramatique, Film policier
- Durée : 81 min (1 h 21)
- Dates de sortie : 
  - États-Unis : 25 avril 1951
  - France : 30 mai 1952

## Distribution
- Robert Mitchum : Dr. Mark Lucas, un chercheur de l'université de Tulane, l'ancien fiancé de Barbara
- Ava Gardner : Barbara Beaurevel, une femme de la meilleure société de La Nouvelle Orléans qui s'emploie à détruire le couple de Mark
- Melvyn Douglas : Paul Beaurevel, le cousin peu scrupuleux et complice de Barbara
- Lucile Watson : la tante Eula Beaurevel
- Janis Carter : Corinne Lucas, une jolie blonde, la femme de Mark
- Gordon Oliver : Clay Duchesne, un riche prétendant de Barbara
- Basil Ruysdael : Dean Cazzley, le mentor de Mark à l'université de Tulane
- Clarence Muse : Pompey
- Walter Kingsford : le coroner
- Jack Briggs : le cousin Philippe
- Will Wright : Luther Toplady, un avocat
- Barry Brooks : un policier
- Cliff Clark : le marchand de chevaux
- Daniel de Laurentis : le garçon à la bougie
- George Douglas : l'adjoint
- Watson Downs : le réceptionniste de l'hôtel
- Everett Glass : le docteur âgé
- Johnny Lee : vendeur de jouet

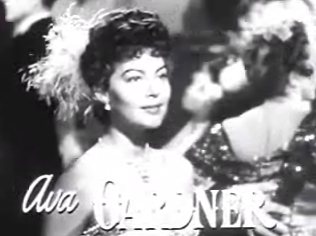
Ava Gardner
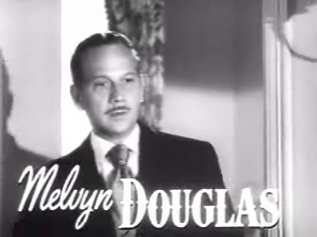
Melvyn Douglas
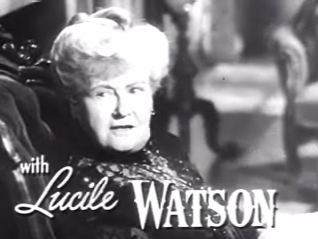
Lucile Watson
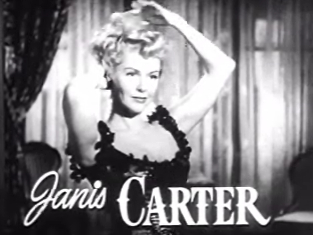
Janis Carter